# Patinatge artístic als Jocs Olímpics d'estiu de 1908 - Parelles

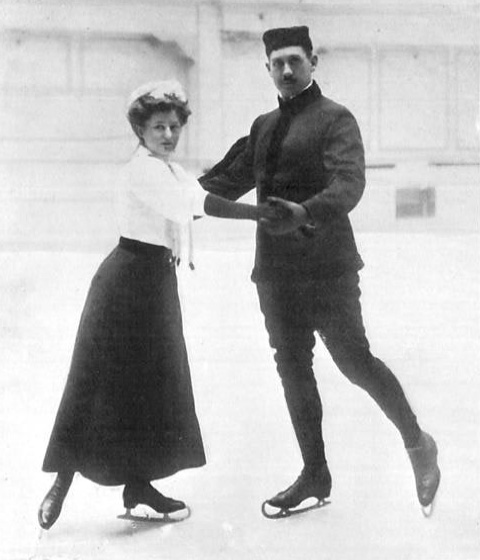
Anna Hübler i Heinrich Burger, vencedors de la competició per parelles.

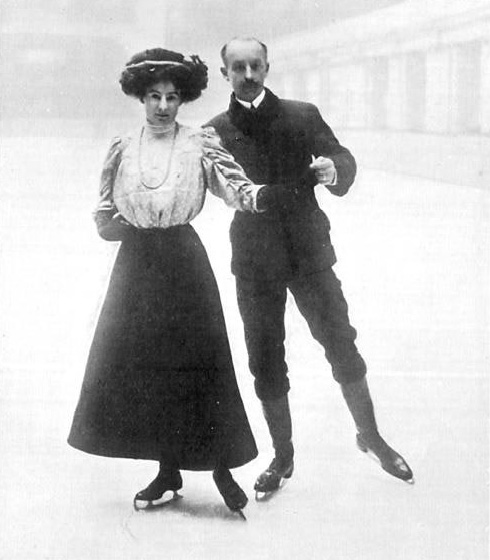
Madge Syers i Edgar Syers, tercers classificats de la competició per parelles.

La competició per parelles va ser una de les quatre proves del programa de patinatge artístic disputades durant els Jocs Olímpics de Londres de 1908. La prova es va disputar el 29 d'octubre de 1908 al Prince's Skating Club de Knightsbridge i hi van prendre part 6 patinadors de 2 nacions diferents.

## Medallistes
| Or                                     | Plata                                        | Bronze                              |
| Alemanya Anna Hübler · Heinrich Burger | Regne UnitPhyllis Johnson · James H. Johnson | Regne UnitMadge Syers · Edgar Syers |

## Resultats
| Pos. | Patinador                        | Nació      | Posicions | Punts Ordinals | Punts Totals |
| ---- | -------------------------------- | ---------- | --------- | -------------- | ------------ |
| 1    | Anna Hübler Heinrich Burger      | Alemanya   | 5 cops 1r | 5,0            | 56,0         |
| 2    | Phyllis Johnson James H. Johnson | Regne Unit | 3 cops 2n | 11,0           | 51,5         |
| 3    | Madge Syers Edgar Syers          | Regne Unit | 3 cops 3r | 14,0           | 48,0         |

## Jutges
Àrbitre:
- Herbert G. Fowler

Jutges:
- Hermann Wendt
- Gustav Hügel
- Horatio Torromé
- Harry D. Faith
- Georg Sanders